# Дигерманийниобий
Дигерманийниобий — бинарное неорганическое соединение, интерметаллид
ниобия и германия
с формулой NbGe2,
кристаллы.

## Получение
- Спекание стехиометрических количеств чистых веществ:

{\displaystyle {\mathsf {Nb+2Ge\ {\xrightarrow {1680^{o}C}}\ NbGe_{2}}}}

## Физические свойства
Дигерманийниобий образует кристаллы
гексагональной сингонии,
пространственная группа P 6222,
параметры ячейки a = 0,4966 нм, c = 0,6787 нм, Z = 3,
структура типа дисилицида хрома CrSi2
.
Соединение конгруэнтно плавится при температуре 1680°С и имеет область гомогенности 65,5÷67 ат.% германия .
При температуре 2 К переходит в сверхпроводящее состояние .
Для плёнок NbGe2 обнаружен переход в сверхпроводящее состояние при 15 К
.